# Мокрое (Пружанский район)
Мокрое (бел. Мо́крае) — деревня в Пружанском районе Брестской области Республики Беларусь. Административный центр Мокровского сельсовета.

## География
Расположена в 13 км на север от Пружан, в 98 км от Бреста.
В 8 км проходит объездная дорога около Беловежской пущи.

## История
Согласно переписи 1897 года в деревне 35 дворов, церковь и часовня.
В 1905 году в Котранской волости Пружанского уезда Гродненской губернии.

## Население

### Численность
- 2019 год — 278 жителей

### Динамика
- 1999 год — 302 жителей, 103 двора (перепись населения)[2]
- 2009 год — 324 жителей (перепись населения)[3]
- 2019 год — 278 жителей (перепись населения)

## Инфраструктура
Туристический комплекс: ресторан, отель, крама, кулинария.

## Достопримечательность
- Братская могила советских воинов и партизан.
- Церковь Святых апостолов Петра и Павла (1873 г., 2-я половина XIX века) —  Историко-культурная ценность Республики Беларусь, шифр 113Г000627. Православная церковь. Памятник архитектуры ретроспективно-русского стиля.

## Галерея

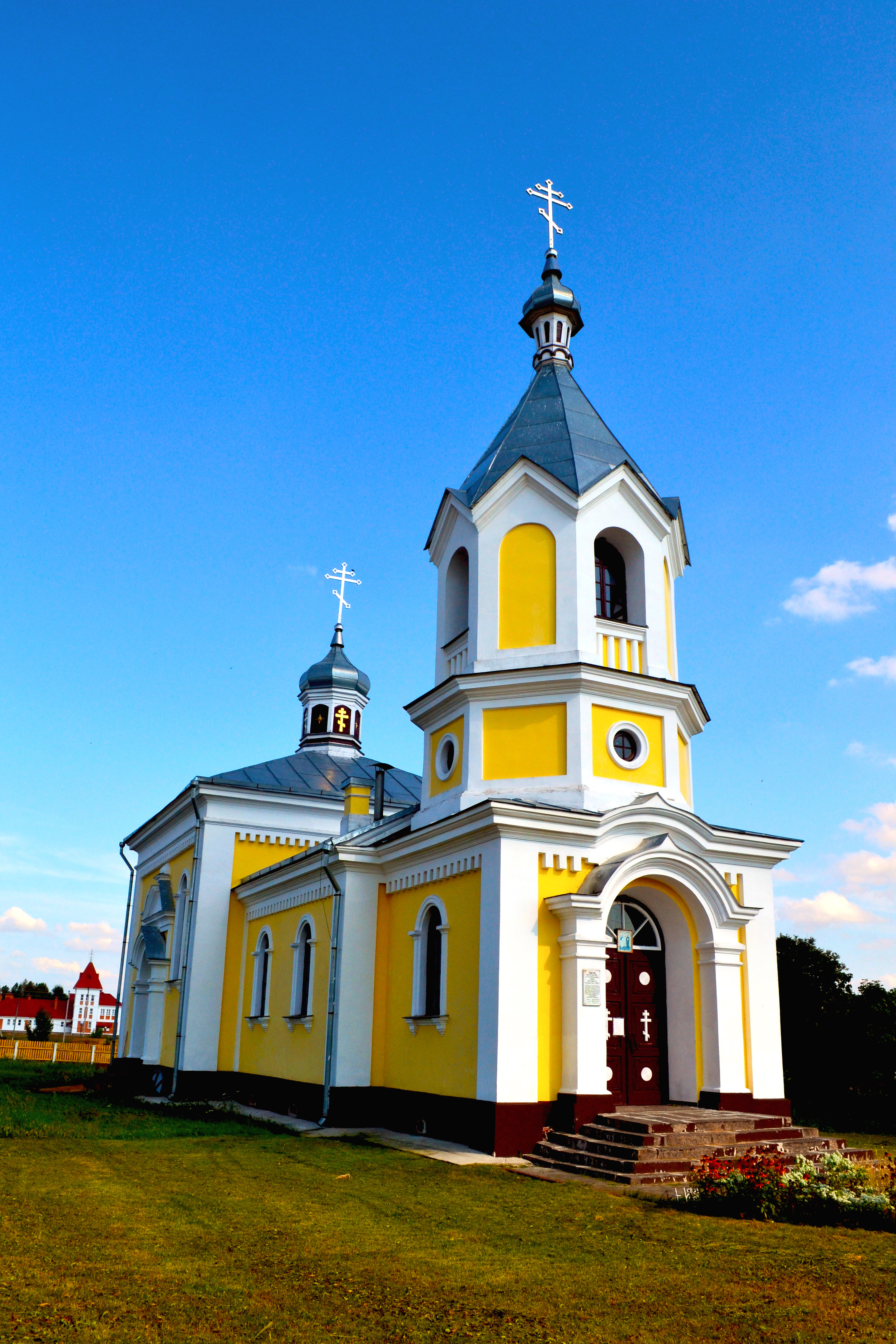
Церковь Святых апостолов Петра и Павла
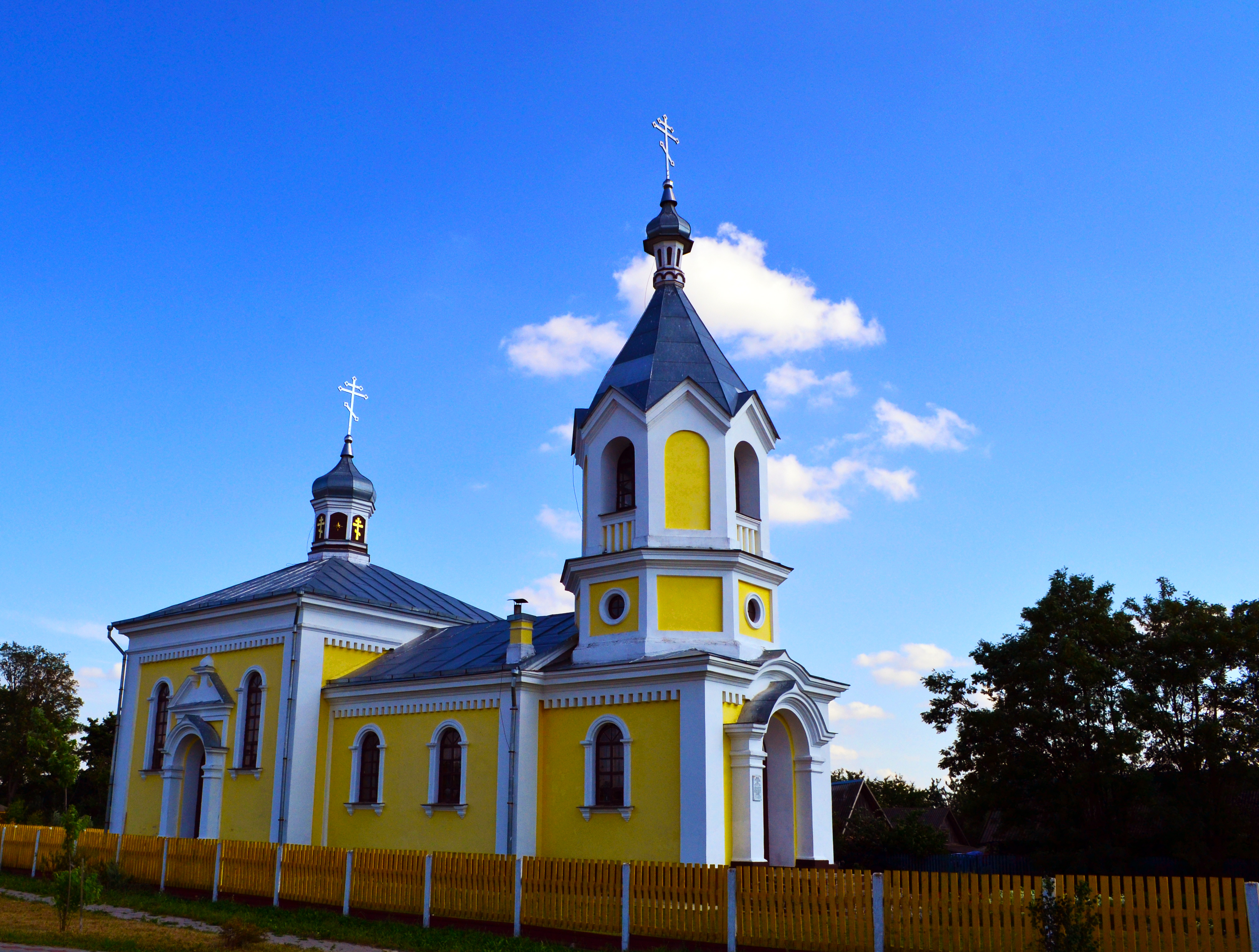
Церковь Святых апостолов Петра и Павла
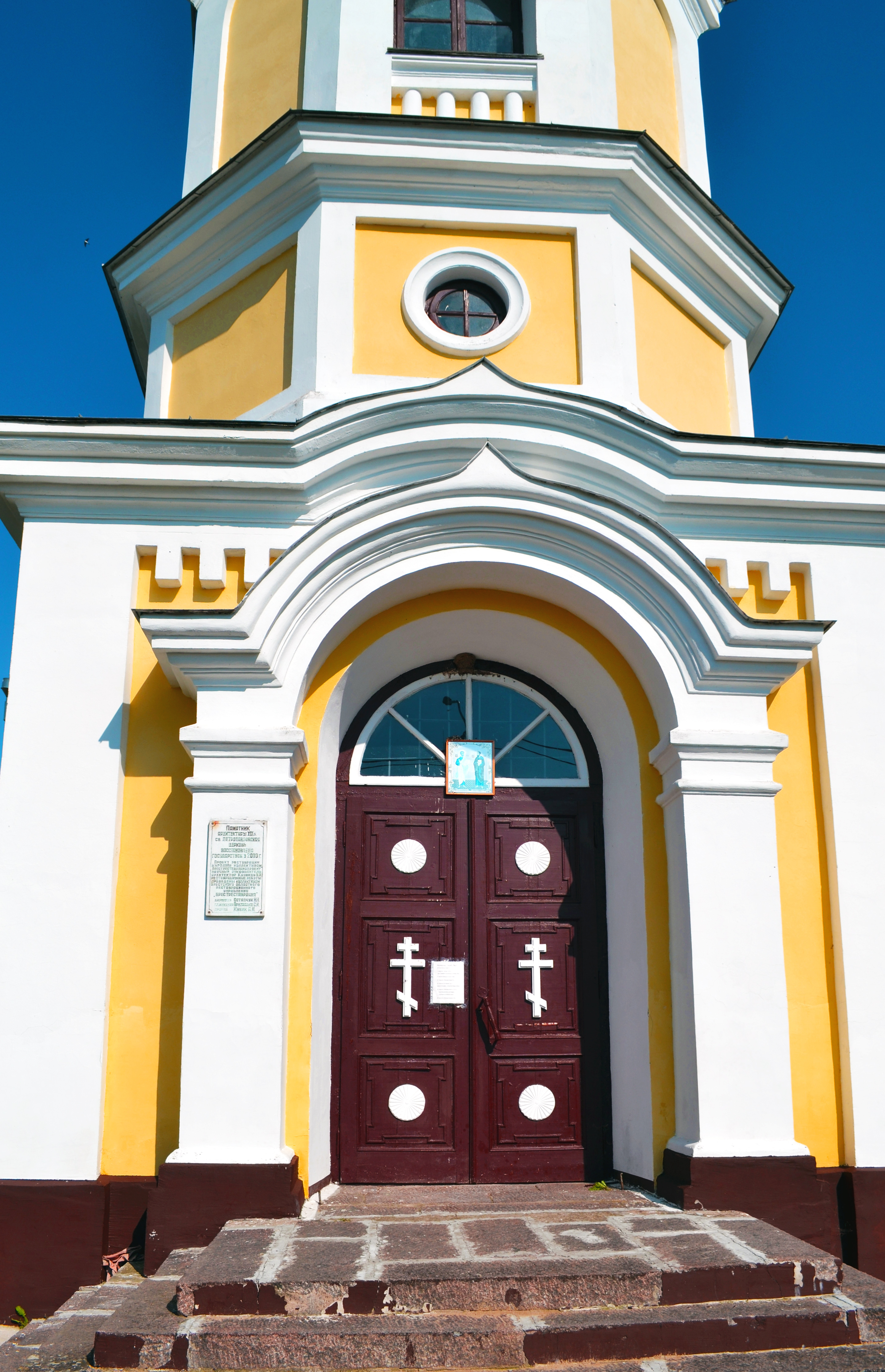
Церковь Святых апостолов Петра и Павла
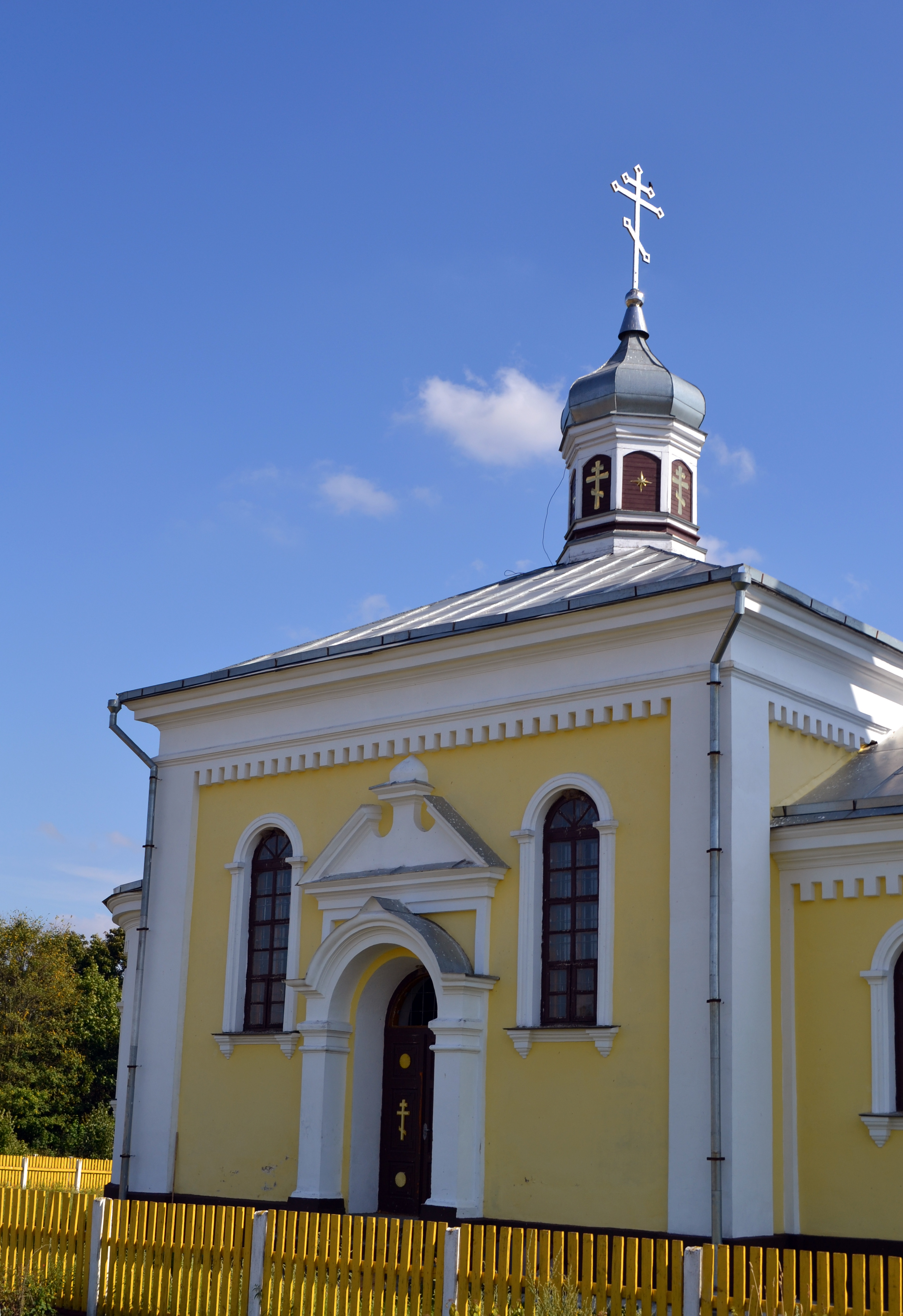
Церковь Святых апостолов Петра и Павла
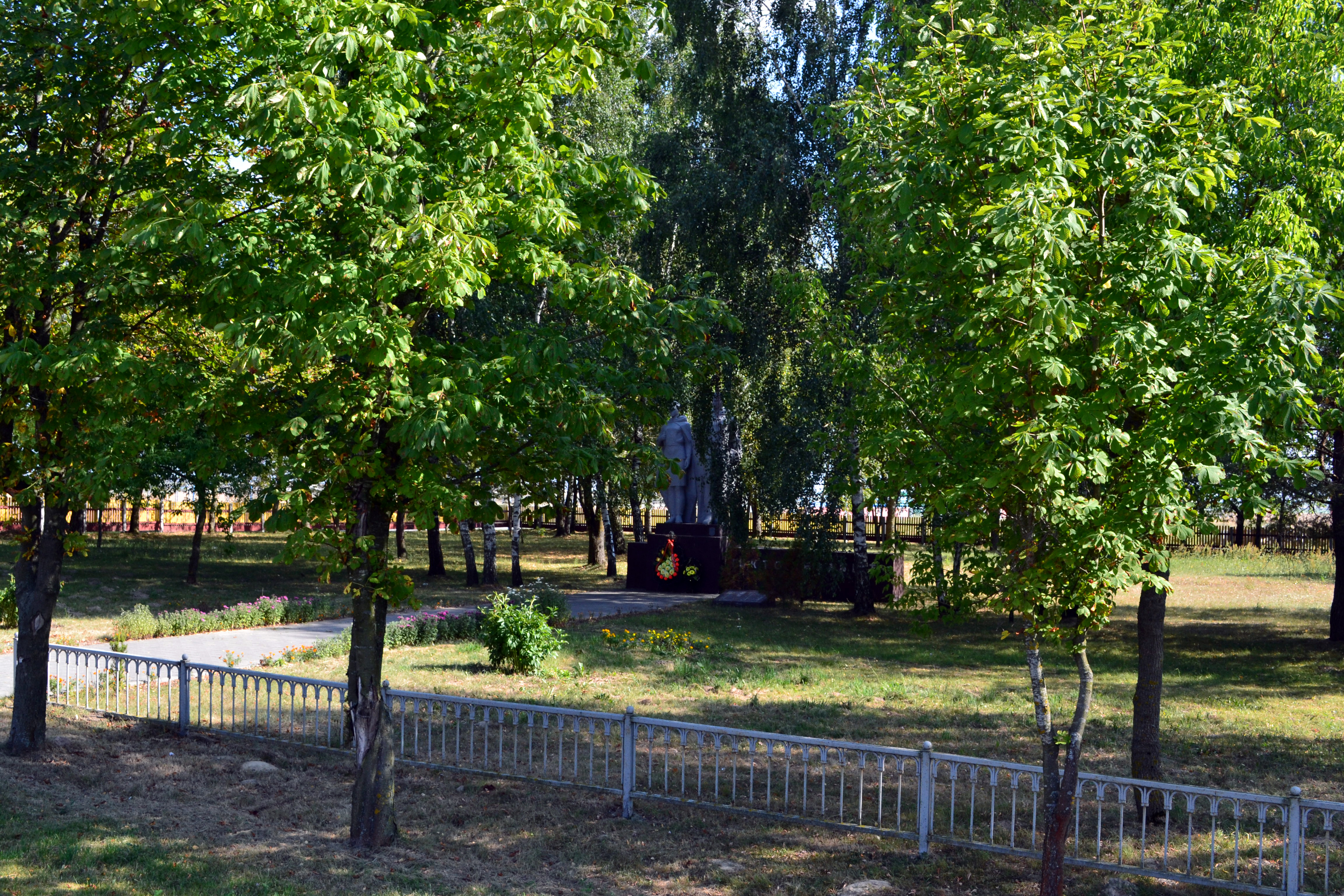
Братская могила советских воинов и партизан

## Известные лица
- Зенкович Феликс Павлович (1842—1910) — науковед-природовед, мемуарист. Участник восстания 1863—1864 годов.